# 竹島 (熊本県)
竹島（たけしま）は、熊本県天草市に属する無人島である。

## 概要
全島が雲仙天草国立公園に含まれる。島の中央部に池があり、大蛇伝説が残っている。
島の北部からは古第三紀の大型有孔虫であるヌムリテスが発見されている。

## 歴史
近世に、有明町の九品寺の創建に功績のあった小崎治右衛門が、代官から竹島と黒島を与えられたという記録がある。
国勢調査では1960年に20人、1965年に16人の人口を数えたが、1970年に無人島となった。

## データ
- 面積：0.04km2